# Nikola Grabovac
| Nikola Grabovac |                                          |
| ekonomist       |                                          |
| Rođenje         | 11.05.1943. Bugojno, BiH                 |
| Smrt            | 23. Siječnja 2020, Sarajevo, BiH         |
| Škola/tradicija | klasična ekonomija                       |
| Glavni interesi | mikro i makro ekonomija                  |
| Poznate ideje   | pad kapitalizma i nastanak filantropizma |
| Utjecaji        | na rješavanje problema siromaštva        |
| Utjecao na      | ekonomsku misao u BiH                    |

Nikola Grabovac (Bugojno, 11. svibnja 1943. – Sarajevo, 23. siječnja 2020.), profesor doktor ekonomskih znanosti, redoviti profesor na ekonomskom fakultetu, rektor sveučilišta, zamjenik predsjednika Vlade Federacije Bosne i Hercegovine, član Vlade, ministar trgovine - Vlade Federacije BiH, ministar financija - Vlade Federacije BiH i član Vijeća ministara BiH i rukovoditelj velikih privrednih poduzeća, predsjednik Skupštine samoupravne interesne zajednice BiH za ekonomske odnose s inozemstvom, član Privredne komore BiH. Bio je predsjednik i član Privredne komore Jugoslavije, predsjednik Skupštine tekstilne industrije Jugoslavije, predsjednik Industrijske konfekcije Jugoslavije, itd. Ključne kvalifikacije: doktor ekonomskih znanosti, stručnjak za financijsko izvještavanje, analizu i budžetiranje, stručnjak u oblasti trgovinske politike (promocija izvoza i stranih direktnih investicija) i građenja konkurentskih prednosti, stručnjak u oblasti razvoja strategija i programa internacionaliziranja i međunarodnog marketinga, radio na privatizacija i restrukturiranju BH privrede nakon rata.
Stručno i znanstveno opredijeljen za marketinšku filozofiju poslovanja, slobodu tržišnog djelovanja, privatnu incijativu i slobodnu konkurenciju ali uz značajnu ulogu države u planiranju makroekonomskog razvoja.
Preminuo je 24. siječnja 2020. godine.

## Životopis
Nikola Grabovac rodio se u Bugojnu 1943. godine. Osnovnu školu i Srednju ekonomsku školu završio u je Bugojnu. Diplomirao je na Ekonomskom fakultetu u Zagrebu, 1965. godine. Magistrirao je na Ekonomskom fakultetu u Sarajevu, 1976. godine. Doktorirao je na Ekonomskom fakultetu u Sarajevu, 1988. godine.
Predavao je na Ekonomskom fakultetu Univerziteta u Sarajevu, kao redoviti profesor (2002. – 2008.) na dodiplomskim i na poslijediplomskim studijima predmete: Marketing, Upravljanje trgovinskim poduzećima, Poslovanje ugostiteljskog poduzeća, Prodaja i prodajni menadžment. Obavljao dužnost Rektora (Otvoreni univezitet „APEIRON“ Travnik, od 2008.), Rektor Univerziteta "Vitez" Travnik. Gostujući profesor na više sveučilišta u Hrvatskoj, Srbiji i BiH.
Napisao je i objavio više knjiga koje služe kao literatura na Ekonomskom fakultetu. Također autor je više studija, analiza i naučnih i stručnih radova.
U svome profesionalnom radu prošao je niz radnih mjesta koja mu osiguravaju praktična saznanja koja je mogao ugraditi u teoretska i nastavna saznanja. Počeo je rad kao referent za plan i analizu ("Žitorod” Bugojno), zatim šef računovodstva (”Privrednik”, Sarajevo, 1967. – 1968.), komercijalni direktor (GP ”Igman”, Ilidža Sarajevo, 1968. – 1973.), načelnik za privredu u općini (Općina Centar, Sarajevo, 1974. – 1976.), generalni direktor  (”Alhos”, Sarajevo,1976. – 1982.) i predsjednik SOUR-a, viši savjetnik (Poslovna zajednica konfekcije, Beograd, 1983. – 1986.), (”Magros”, Sarajevo,  1986. – 1990.), generalni direktor (”Botex”, Sarajevo, 1986. – 1990.).
Obnašao je dužnost člana Vlade BiH, bio je ministar trgovine - Vlade Federacije BiH (1995. – 1997.), ministar financija - Vlade Federacije BiH, zamjenik premijera - Vlade Federacije BiH i član Vijeća ministara BiH, (2001. – 2002.).
Obnašao je i dužnosti: predsjednik Skupštine samoupravne interesne zajednice BiH za ekonomske odnose s inostranstvom, član Privredne komore BiH, član Privredne komore Jugoslavije, predsjednik Skupštine tekstilne industrije Jugoslavije, predsjednik Industrijske konfekcije Jugoslavije itd.
Za profesionalni i volonterski rad odlikovan je Ordenom rada sa srebrenim vijencem 1975. godine. 
Nagrada za najboljeg profesora na Ekonomskom fakultetu Sarajevo (studentski izbor). Više godina izabran kao najbolji profesor na Fakultetu.

## Ekonomski analitičar
Bogato praktično iskustvo, istraživački rad i znanstveni pristup problemima društvenog ekonomskog sistema s makro i mikro aspekta omogućuje mu objektivan pristup procjeni sadašnjosti kapitalističkog društva kao i njegove budućnosti. Živio je i radio u socijalizmu (od 1965. do 1992.), i u kapitalizmu (od 1992. do 2015.). U oba društvena sustava bio je visoko pozicioniran (sa završenim ekonomskim fakultetom, magistarskim i doktorskim zvanjima), radio je na praktičnim poslovima u privredi, ali istodobno i bio profesor na fakultetima, pa i rektor sveučilišta), što mu omogućuje teorijsko shvatanje i razumijevanje kako socijalizma (na jugoslavenskom primjeru), tako i kapitalizma (na primjeru Bosne i Hercegovine). Pokraj praktičnih iskustava stekao je dosta iskustva i znanja iz teorijske ekonomske misli, naročito kapitalističkih ekonomskih teorija.
Praktična i teorijska znanja stjecao je iz oblasti mikroekonomije i makroekonomije.
U sferi mikroekonomije radio je na: poslovima planiranja i analize poslovanja poduzeća; rukovođenju prodajom i komercijalnim poslovima, pravljenju kalkulacija cijena i formiranju prodajnih cijena; rukovođenju računovodstvenom funkcijom na nivou poduzeća; poslovima međunarodne trgovine – izvoz i uvoz; operativnim poslovima izvoza u Njemačku, Čehoslovačku, SSSR (Rusija), Francusku, SAD, Švedsku, Jordan i dr; najvišim menadžerskim funkcijama (glavni direktor); rukovodio kao glavni direktor kompanijom od 6.000 radnika.
U sferi makroekonomije radio je na: poslovima člana vlade kao ministar trgovine, turizma i financija; poslovima međunarodne trgovine kao zamjenik ministra vanjske trgovine; izradi prijedloga budžeta države, a nakon njegovog usvajanja i na realizaciji budžeta; poslovima koncipiranja monetarno-kreditne politike; uvođenju trezorskog sistema realizacije budžeta; uvođenju poreza na dodatnu vrijednost – PDV i ukidanju klasičnog poreza na promet; pregovorima s Međunarodnim monetarnim fondom (MMF) i Svjetskom bankom (WB); poslovima pregovaranja s Londonskim klubom povjerilaca i Pariskim klubom povjerilaca (bankarski sektor); izradi nacrta zakonskih rješenja iz oblasti vanjske trgovine, domaće trgovine, poreske politike i poreskih stopa, budžeta, bankarstva, financija i dr; rukovođenju financijama kao ministar financija; rukovođenju trgovine i turizma kao ministar trgovine i financija; rukovođenju vanjske trgovine kao zamjenik ministra vanjske trgovine.
U sferi ekonomske teorije i razvoja ekonomske misli radio je kao: profesor na ekonomskom fakultetu na užim naučnim oblastima iz ekonomije, menadžmenta i marketinga; upoznat s funkcioniranjem planske ekonomije, a kasnije i tržišne ekonomije.
Ovo iskustvo omogućuje mu da uoči društvene probleme kao i njihove razvojne tendencije i odgovori na pitanje kuda nas vodi sadašnje kretanje kapitalizma.

### Predviđanje propasti kapitalizma
Kapitalizam je društveni sistem koji je uspješno egzistirao 300-400 godina i ostvario niz pozitivnosti u razvoju tehnologije, kvaliteta življenja, rastu i razvoju ekonomija, naročito danas bogatih i razvijenih država. Kapitalizam je došao do svog vrhunca i koristi vrlo nehumana i neljudska sredstva kako bi produžio svoj životni vijek. Već davno je poznati američki pisac [[Mark Twain]] dao izuzetno kvalitetnu psihološku i naučnu misao o kapitalizmu: “Katkad se pitam vode li ovaj svijet vrlo pametni ljudi koji nas zezaju ili hrpa kretena koje misle ozbiljno.”
U proteklom razdoblju kapitalizam je često dovodio svijet na ivicu propasti (Prvi i Drugi svjetski ratovi i slično), ali je uspijevao u ratu i krvi preživjeti. I ranije crne mrlje u svom razvoju (robovlasništvo, kolonijalizam i sl) kapitalizam je preživljavao.
Kapitalizam nije spreman ulagati svoja sredstva tamo gdje nema profita (siromašni, nezaposleni, zdravstvo, školstvo i sl). Istovremeno, kapitalizam je spreman ulagati samo tamo gdje će ostvariti profit i zato je spreman podržati neokolonijalizam, niske nadnice, siromaštvo i bijedu, pokrenuti ratove i poticati terorizam i kriminal. Osjeća se potreba da treba reći kapitalizmu: STOP!

### Uspostava novog društvenog sustava
Filantropizam kao novi društveni sustav zamijenit će sadašnji dominantni svjetski društveni sustav poznat kao kapitalizam. Filantropizam će još više razviti vjeru u dobrotu čovjeka. On želi dobro ne samo sebi nego i drugima i time razvija čovjekoljublje. Razvijat će zalaganje za opće dobro, želju za vlastitim razvojem, za skladnom obitelji, za razvoj prijateljstva, napredovanje u znanju i zvanju i drugim dobrobitima za sebe, obitelj, prijatelje i druge ljude. Pokraj užeg aspekta djelovanja, filantropizam će djelovati i na ukupno društvo kroz borbu za bolji život i povećanje životnog standarda, ali i na što brže ukidanje siromaštva, eksploatacije jednih od drugih, smanjenje neprihvatljivih nejednakosti u društvu, ukidanju ratova, migracija, kriminala, gladi, siromaštva i bijede.
Filantropizam je društvena neophodnost na sadašnjem nivou društvenog razvoja. Filantropizam nije socijalizam a pogotovo ne komunizam, niti je utopija i zabluda. Svjetsko čovječanstvo je zaslužilo da se oslobodi kapitalističke nemani i da se izvuče iz kapitalističke baruštine. Svijetu je dosta ratova, terorizma, masovne migracije i sve veće gladi, bijede, nezaposlenosti, siromaštva, kao i nedostatka osnovnih stambenih prostora, tekuće i zdrave vode i pojave raznih bolesti.
Čovječanstvo nije zaslužilo da živi u strahu i brizi za sutrašnjicu. Mi smo već živjeli u miru i slobodi, i bez terorizma. Vrijeme je da kapitalisti  (kao i intelektualci, sredstva informiranja, političari, menadžeri i drugi) shvate da im je došao kraj ovom sistemu, i da ustupe mjesto novim misliocima koji će uspostaviti filantropizam i razvijati ga u skladu s temeljnim filantropskim principima.

## Stručna i znanstvena djela
Autor i koautor je u više knjiga ili poglavlja u knjigama. Većina knjiga su korištene kao nastavno-naučne knjige koje služe ili su služile i u nastavnom procesu na ekonomskim fakultetima. Objavio je brojne naučne i stručne radove kao autor ili koautor, učestvovao na više domaćih i stranih naučnih konferencija iz oblasti ekonomije.

### Knjiga i poglavlja u knjigama
- Autor knjige "Pad kapitalizma i početak filantropizma",[1] Sarajevo. 2017., ISBN 978-9958-17-096-6. (dostupna na internetu u PDF formatu)
- Autor knjige "Privreda Bosne i Hercegovine pred kolapsom",[2] Sarajevo 2015., {{ISBN|978-995817-070-6}}. (dostupna na internetu u PDF formatu)
- Suautor knjige „Leasing kao savremeni oblik financiranja“, suautori dr. Slobodan Vujić i dr. Saša Vujić, Sarajevo 2010 godina, {{ISBN|978-9958-9407-1-2}} i COBISS.BH-ID 18153990.
- Suautor knjige „Mikrokreditne organizavije i mikrokrediti“, sa suautorima: dr. Slobodan Vujić i  dr. Saša Vujić, {{ISBN|978-9958-25-014-9}}, COBISS. BH-ID 16804358.
- Autor knjige „Prodaja i prodajni menadžment“, 2005. godina, {{ISBN|9958-9407-0-1}} i COBIS.BH-ID 147177286.
- Suautor knjige ”Marketing”, (poglavlja 13. I 14.) grupa autora, Ekonomski fakultet u Sarajevu, februar 2006., {{ISBN|9958-605-76-7}}, COBISS.BH-ID 14690566.
- Autor knjige - Knjiga 1. “Upravljanje trgovinskim poduzećima - Ekonomika trgovinskih poduzeća”, 2 izdanja 1999. i 2002.
- Autor knjige - Knjiga 2. “Upravljanje trgovinskim poduzećem - Marketing trgovinskog poduzeća”, 2 izdanja 1999. i 2002.
- Autor knjige - Knjiga 3. “Upravljanje trgovinskim poduzećem - Menadžment trgovinskog poduzeća”, 2 izdanja 1999. i 2002.
- Autor knjige - Knjiga “Poslovanje ugostiteljskog poduzeća”, 2002.
- Autor knjige - “Zbirka zadataka sa rješenjima iz poslovanja ugostiteljskog poduzeća” izdavač “, 2 izdanja 1998. i 2002.
- Autor knjige - “Zbirka zadataka s rješenjima iz Upravljanja trgovinskim poduzećem”, 2002.
- Autor knjige - “Marketing tekstilne industrije”, 1998.
- Autor knjige - “Osnovi marketinga”, izdavač Ekonomski fakultet Sarajevo, 1996.
- Autor knjige - “Ekonomika trgovinskih poduzeća”, izdanje 1993. i 1995.
- Autor knjige - “Upravljanje malim biznisom”.
- Suautor knjige - “Povezivanje proizvodnih i prometnih organizacija u nastupu na inostrano tržište”,
- Autor knjige - “Priručnik za polaganje stručnog ispita za rad na vanjskotrgovinskim poslovima”, Privredna komora BiH, 1999.
- Suautor - Vodič za nastavu, ”Upravljanje trgovinskim poduzećem” Ekonomski fakultet Sarajevo 2004.
- Suautor - Vodič za nastavu, ”Marketing” Ekonomski fakultet Sarajevo, 2004.
- Autor - Vodič za nastavu, «Poslovanje ugostiteljskog poduzeća”, Ekonomski fakultet Sarajevo, 2004.

### Znanstveni i stručni radovi, studije objavljeni u časopisima ili konferencijama
(navedeno samo najznačajnije)
Obnašajući dužnosti u više Vlada, često je sudjelovao na raznim znanstvenim i stručnim skupovima, a naročito iz sfera ekonomske tranzicije istočnoeuropskih zemalja i BiH.
- Marketing tekstilne industrije, Tekstilna industrija (Beograd), 1990; (1-2): 37-46; ISSN: 0040-2389;
- Potrebe za tekstilnim proizvodima i procesi kupovine, Tekstilna industrija (Beograd), 1990; 41-45; ISSN:0040-2389;
- Segmentiranje tržišta tekstilne industrije, Tekstilna industrija (Beograd),1990, (3-4):39-45; ISSN: 0040-2389;
- Utjecaj visine dohotka domaćinstva na potrošnju odjeće, Prvi dio, Tekstilna industrija (Beograd), 1990, (9-10): 35-38; ISSN: 0040-2389;
- Utjecaj visine dohotka domaćinstva na potrošnju odjeće, Drugi dio,Tekstilna industrija (Beograd), 1990, (11-12):43-46; ISSN: 0040-2389;
- Cijena kao faktor potrošnje i dio, Tekstilna industrija (Beograd), 1991; (3-4):39-41;
- Cijena kao faktor potrošnje, Drugi dio, Tekstilna industrija (Beograd),1991; (11-12): 28-31;
- Dohodovna elastičnost, Engelov zakon i njegova aktuelnost u oblasti odijevanja, Tekstilna industrija (Beograd), 1991; (1-2)45-49; ISSN:0040-2389;
- Inovacije – ključ uspjeha, Forum (Mostar), 1995; (6):5-9;
- Potrebe kupaca i ponašanje potrošača, Forum (Mostar), 1995; (7):5-8;
- Slobodne zone, Forum (Mostar), 1995; (10):6-8;
- Strana ulaganja, Forum (Mostar). 1995; (11):5-7;
- Suvremena normativna rješenja u trgovini, Forum (Mostar),1995; (12):11-17;
- Vanjskotrgovinsko poslovanje u novim uvjetima, Forum (Mostar), 1995; (8):7-14;
- Zakon i odredbe, Banke (Sarajevo),1997; 1(nulti broj), 31-33; issn:1512-5076;
- Država u drugom planu – razvoj turizma, Turist (Sarajevo), 2001;(2):30-32;
- Moramo pomoći sami sebi, (intervju) BH Privrednik (Vitez), 2001;7(33):56-57;
- Zakon o PDV-u treba usvojiti do nove godine, (intervju), Porezni savjetnik (Sarajevo), 2001; 4(10):4-19; ISSN: 1512-519X;
- The Banking System Reform in The Federation of Bosnia-Herzegovina, Čičić Muris i Brkić Nenad, Editors; Transition in Central and Eastern Europe – Challenges of the 21st century: Conference proceedings: International Conference of the Faculty of Economics Sarajevo ICES 2002. Sarajevo: Faculty of Economics; 2002; str. 231-239. ISBN 9958-605-37-6.

### Međunarodni projekti
- Studija Strategija BiH u pristupanju WTO, Ministarstvo vanjske trgovine i ekonomskih odnosa BiH, 1999;
- Studija Strategija ekonomskih odnosa BiH s EU, Ministarstvo vanjske trgovine i ekonomskih odnosa BiH, 1999;
- Studija Strategija vanjske trgovine i ekonomskih odnosa BiH s inostranstvom, Ministarstvo vanjske trgovine i ekonomskih odnosa BiH,1999;
- Izvještaj o konkurentnosti BiH, Svjetski ekonomski forum, Švicarska,2000;

### Domaći i istraživački projekti
- Studija "Analiza uvođenja poreza na dodatnu vrijednost - PDV", 2003. god., Instituta Ekonomskog  fakulteta u Sarajevu i Privredna komora FBiH.
- Studija "Analiza poreza na dobit gospodarskih društava",  2003. god., Instituat Ekonomskog fakulteta Sarajevo i Privredna komora FBiH.
- Studija „Analiza porez na dohodak građana",  2003. god.  za potrebe Institut a Ekonomskog fakulteta Sarajevo i Privredna komora FBiH.
- Studija Mjere ekonomske politike u FBiH za 2001. godinu;
- Studija Makroekonomska vizija razvoja federacije BiH – strateški ciljevi i globalne aktivnosti;
- Studija Program mjera i aktivnosti za poticanje zapošljavanja u FBiH;
- Studija Novčani poticaji u primarnoj poljoprivrednoj proizvodnji za 2002. godinu s osvrtom na indirektne poticaje;
- Analiza Mjere ekonomske politike federacije BiH za narednih osam godina (2003-2010), s posebnim osvrtom na 2003. godinu.
- Studija „Analiza posebnih poreza na promet (akcize)“, 2003. god. Privredna komora Federacije BiH.
- Studija „Analiza neophodnosti osnivanja razvojne banke Federacije BiH“,  2003. god.  Privredna komora Federacija BiH.

## Kratki sadržaj najbitnijih autorovih knjiga

### Pad kapitalizma i početak filantropizma[1]
Kroz svoj zadnji autorski rad, autor ukazuje da postojeća makroekonomska politika vodi svijet u daljnje zaostajanje siromašnih i nerazvijenih zemalja, ali istovremeno bogate i razvijene zemlje postaju još bogatije.
Makroekonomska politika mora doživjeti korjenite i suštinske promjene. To se, prije svega, odnosi na monetarno-kreditnu politiku, ukidanje štampanja dolara i eura bez pokrića, poresku politiku, uspostavljanje minimalnih i maksimalnih nadnica i progresivno oporezivanje visokih primanja vlasnika kapitala, supermenadžera i sl.  U knjizi obrađuje pojam "filantropizam" kao novi društveni sistem koji će naslijediti kapitalizam. Ukazuje na potrebu za formiranjem i uspostavljanjem novih svjetskih "filantropskih" financijskih i trgovinskih institucija, kao i ukidanje Svjetske banke (WB) i Međunarodnog monetarnog fonda (MMF). Postavljaju se ekonomske teorije o osnovnim makroekonomskim i mikroekonomskim rješenjima u filantropizmu, ali autor ostavlja budućim ekonomskim teoretičarima filantropizma da detaljno razrade sva predložena rješenja koja su sasvim drugačija i neuobičajena u kapitalističkoj ekonomskoj misli.

### Privreda Bosne i Hercegovine pred kolapsom[2]
Ova knjiga predstavlja zbirku dokumenata vezanih za privredu BiH. Priloženi dokumenti su pisani u formi eseja o određenoj problematici, uz naglašavanje da su nastajali i pisani u proteklih 15 godina, uz precizno navođenje datuma nastanka. Pri kritičkoj ocjeni materijala treba uzeti u obzir obim znanja i činjenica dostupnih u trenutku pisanja određenih eseja.
Vrijednost ove zbirke dokumenata je u činjenici da je autor u proteklih dvadesetak godina ukazivao na stanje privrede u BiH i predlagao određena rješenja kojima bi se saniralo postojeće negativno stanje. Predložene mjere se u potpunosti aktuelene, odnosno mogu se i danas primijeniti jer, nažalost, stanje u privredi u proteklom periodu se nije popravilo nego se i pogoršalo.
Drugi dokumenti u ovoj zbirci su izvodi iz raznih arhiva, časopisa, interneta i portala, pri čemu se precizno navode izvor dokumenta i datum njegovog nastajanja.
Autor je u cijelosti pravilno detektirao probleme i predlagao najave kako se pojedini problem može riješiti.

### Prodaja i prodajni menadžment
Knjiga je struktuirana u tri dijela.
- Prvi dio obrađuje osnovna načela o prodaji i prodajnom menadžmentu. U knjizi se obrađuje funkcija prodaje i njena uloga u marketing koncepciji poslovanja. Takođe, obrađuju se osnovne zadaće prodajnog menadžmenta i odnosi s ostalim menadžmentima u kompaniji.
- Drugi dio knjige tretira prodaju i njeno mjesto u marketingu s aspekta odnosa sa svakim od elemenata marketinga. Ukazuje se na razvoj tržišta, a time i na razvoj prodaje. Posebno se obrađuju odnosi prodaje i asortimana, prodaje i promocije, prodaje i distribucije, kao i prodaje i politike cijena.

Posebno se obrađuje prodaja kao pokretač životnog ciklusa kompanije, institucijski oblici prodaje kao i utjecaj prodaje na financijske pokazatelje poslovanja.
U ovom dijelu knjige daje se cjeloviti pristup marketing konceptu poslovanja, ali uvijek promatrano s aspekta prodaje, kao jednog od elemenata promocijskog mix-a, odnosno marketing mix-a.
- Treći dio posvećen je prodajnom menadžmentu. U ovom dijelu obrađeni su elementi menadžmenta primijenjeni na prodaju. Obrađuje funkcije prodajnog menadžmenta, a to su: planiranje prodaje, organiziranje prodaje, ljudski resursi u prodaji, rukovođenje prodajom i kontrola prodaje.

Posebno se ukazuje na karakteristike zaposlenih u prodaji, kao i obrazovanje tih kadrova i njihovo nagrađivanje. U suštini, promatraju se ljudski resursi u prodaji, odnosno prodajni menadžment kao motorna snaga koja pokreće kompaniju, ali i znatno utječe na rentabilnost poslovanja kompanije.

### Ekonimika trgovinskog poduzeća
Autor proučava poduzeće i njegovu djelatnost, ali uvijek s aspekta prihoda i rashoda, odnosno s jedne strane koristi za poduzeće, a s druge strane uloga koji se daje za ostvarivanje određene koristi.
Proučavanje ekonomike trgovinskog poduzeća su poslovni procesi, sredstva poduzeća, interni i eksterni odnosi kao i veze na tržištu, ali uvijek s aspekata od kojih polazi ekonomika poduzeća, tj. od prihoda i rashoda (koristi i žrtava), odnosno od ulaganja u proces prometa i rezultata tog procesa prometa.
Ekonomika trgovinskog poduzeća obuhvaća opće probleme, dok pojedine druge znanstvene oblasti obuhvaćaju uže i pojedinačne probleme (politika cijena, knjigovodstvo, teorija troškova, marketing i sl.) u poslovanju poduzeća. Veza između ekonomike i drugih znanosti koje se bave poslovanjem poduzeća je uska i često je teško povući granicu i naći razliku. Međutim, ekonomika ima temeljni zadatak naći optimalni odnos između prihoda i troškova, gdje će pozitivna razlika biti najveća. Prema tome, neće uvijek biti cilj ekonomije naći najniže troškove ili najviše prihode. Cilj je obično i najčešće iznaći najveću pozitivnu razliku između prihoda i rashoda bez obzira na kojoj razini prihoda ili rashoda taj cilj postignemo.    

### Marketing trgovinskog poduzeća
Autor proučava primjena marketinga u trgovinskim poduzećima, detaljno se analiziraju elementi marketinga trgovinskog poduzeće (politika asortimana, promocija, distribucija, cijene i politika cijena).
Obtađuje se pristup rješavanju problema vezanih između potrošača i proizvođača. Marketing je filozofija poslovanja poduzeća, koje je okrenuto prema tržištu sa željom da se istraži tržište, izabere ciljno tržište, utvrde potrebe i želje kupaca odnosno potrošača kako bi se putem razmjene realizirao proces kupoprodaje i zadovoljile potrebe kupaca uz rentabilno poslovanje. 

### Menadžment trgovinskog poduzeća
Autor znanstveno, stručno i detaljno obrađuje osnovne funkcije menadžmenta u trgovinskom poduzeću. Menadžment trgovinskog poduzeća obuhvata pet funkcija: planiranje, organiziranje, ljudski resursi, rukovođenje i kontrola poslovanja trgovinskog preduzeće. Obrađuje proces djelovanja u kojem pojedinci i skupine nastoje efikasno ostvariti postavljene ciljeve poslovanja.

### Poslovanje ugostiteljskog poduzeća
Autor obrađuje ukupnost poslovanja ugostiteljskog poduzeća gdje teorijski i praktično ukazuje kako ugostiteljsko poduzeće može uspješno poslovati.
Obrađuje:
- ekonomiku ugostiteljskog poduzeća (sredstva, troškovi, obim prodaje, prihodi, finacijski rezultat poslovanja i mjerila uspješnosti poslovanja).
- marketing ugostiteljskog poduzeća (proizvod ugostiteljstva, promocija, distribucija, cijena ugostiteljskih usluga),
- menadžment ugostiteljskog poduzeća s akcentom na planiranje i organiziranje poslovanja, ljutske resurse, i kontrola poslovanja.